# Rettungsbake

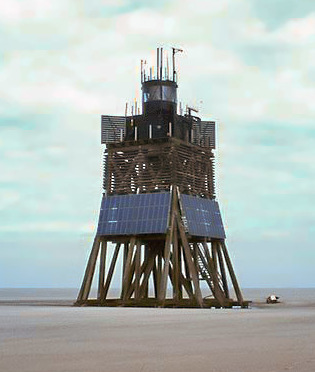
Leucht- und Rettungsbake Süderoogsand

Eine Rettungsbake ist ein Zufluchtsort für gestrandete Seefahrer in Küstenmeeren. In gezeitenabhängigen Gebieten, die bei Ebbe weitgehend trockenfallen, dient sie der Rettung von Wattwanderern, die von der Flut überrascht wurden.
Auf Seekarten werden Rettungsbaken mit „Ref“ (englisch Refuge for shipwrecked mariners) oder „Z-S“ (Zufluchtstelle für Schiffbrüchige) gekennzeichnet.

## Bau und Ausrüstung
Eine moderne Rettungsbake besteht typischerweise aus einem stählernen Mast mit einem geschlossenen Korb aus Metallgitter an der Spitze, der über eine Bodenluke mit Leiter erreichbar ist. Dieser Gitterkorb bietet Platz für etwa sechs Personen und dient bei Gewitter als Faradayscher Käfig, der vor den Auswirkungen von Blitzschlag schützt. Einige Rettungsbaken verfügen auch über einen kleinen geschlossenen Raum oder, beispielsweise auf ausgedienten Leuchttürmen, über eine Plattform mit Geländer.
Die Ausrüstung von stationären Rettungsbaken besteht meist aus Decken, Proviant und Trinkwasser sowie aus Signalgeräten (Seenotsignalmitteln) wie Signalfackeln, Signalraketen, Rauchbojen oder Signalpistolen. Manche Rettungsbaken werden auch als Seezeichen genutzt; sie sind im Wattenmeer (Nordsee) verbreitet.

## Cuxhaven / Neuwerk

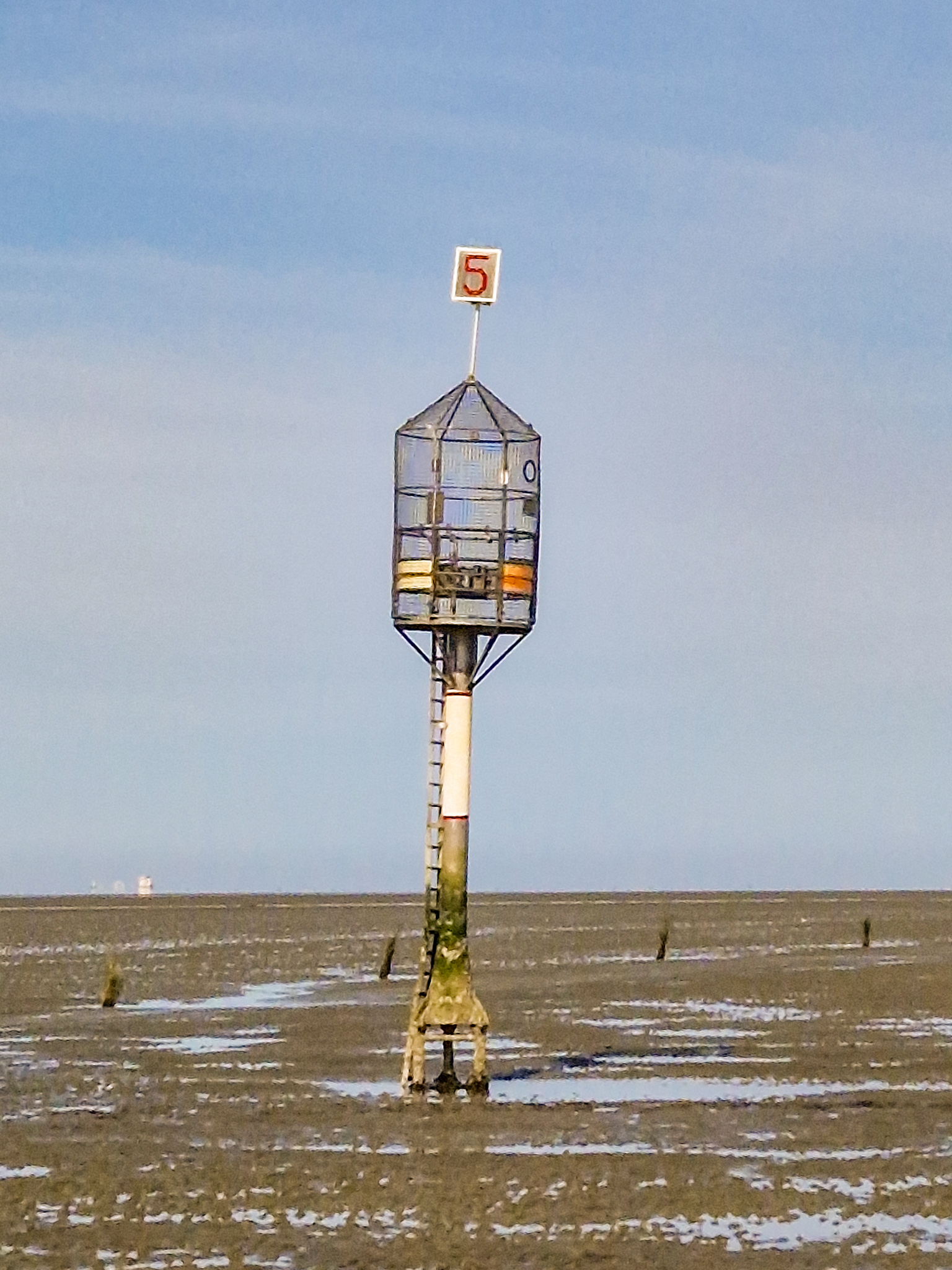
Rettungsbake 5 vor Sahlenburg

Im Watt vor Cuxhaven stehen seit den 1970er Jahren Rettungsbaken – unter anderem an dem 13 Kilometer langen Weg zwischen Duhnen und der Insel Neuwerk (11 Kilometer von Sahlenburg). Von den ehemals acht Baken stehen nach dem Rückbau in der Saison 2022 derzeit noch vier Rettungsbaken.
Die neueren Rettungsbaken bestehen aus einem runden Stahlmast, der auf einem tief in den Meeresboden gerammten Gründungsrohr verschraubt ist. Ein geschlossener Stahlgitterkorb ist an der Spitze, den bis zu sechs Zufluchtsuchende über eine Leiter erreichen können. Der Korb ist ein Faradayscher Käfig, der bei Gewitter als Blitzabschirmung dient.
Da die Priele im Watt schnell unpassierbar werden können, wurden Pricken an die Prielkanten gesetzt, die den Weg zu den Rettungsbaken markieren. Seither ist trotz der ungefähr 30 Rettungseinsätze pro Jahr kein Wattwanderer mehr ums Leben gekommen.
Um die stetige Einsatzbereitschaft der Baken im Nationalpark Hamburgisches Wattenmeer sicherzustellen, besteht laut der Hamburgischen Wattwagenverordnung vom 23. August 2005 eine behördliche Meldepflicht der Wattwagen-Betreiber von der Kenntnis jeglicher Veränderungen an den Baken, wie sie etwa durch Sturmschäden oder Vandalismus entstehen können. Der Missbrauch der Einrichtungen, beispielsweise als Aussichtsplattform, ist strafbar.
Die Rettungsbaken im Neuwerker Watt sind von Ost nach West nummeriert und auf Seekarten mit „Ref.“ (für englisch Refuge) oder „RB“ verzeichnet.

## Schottland

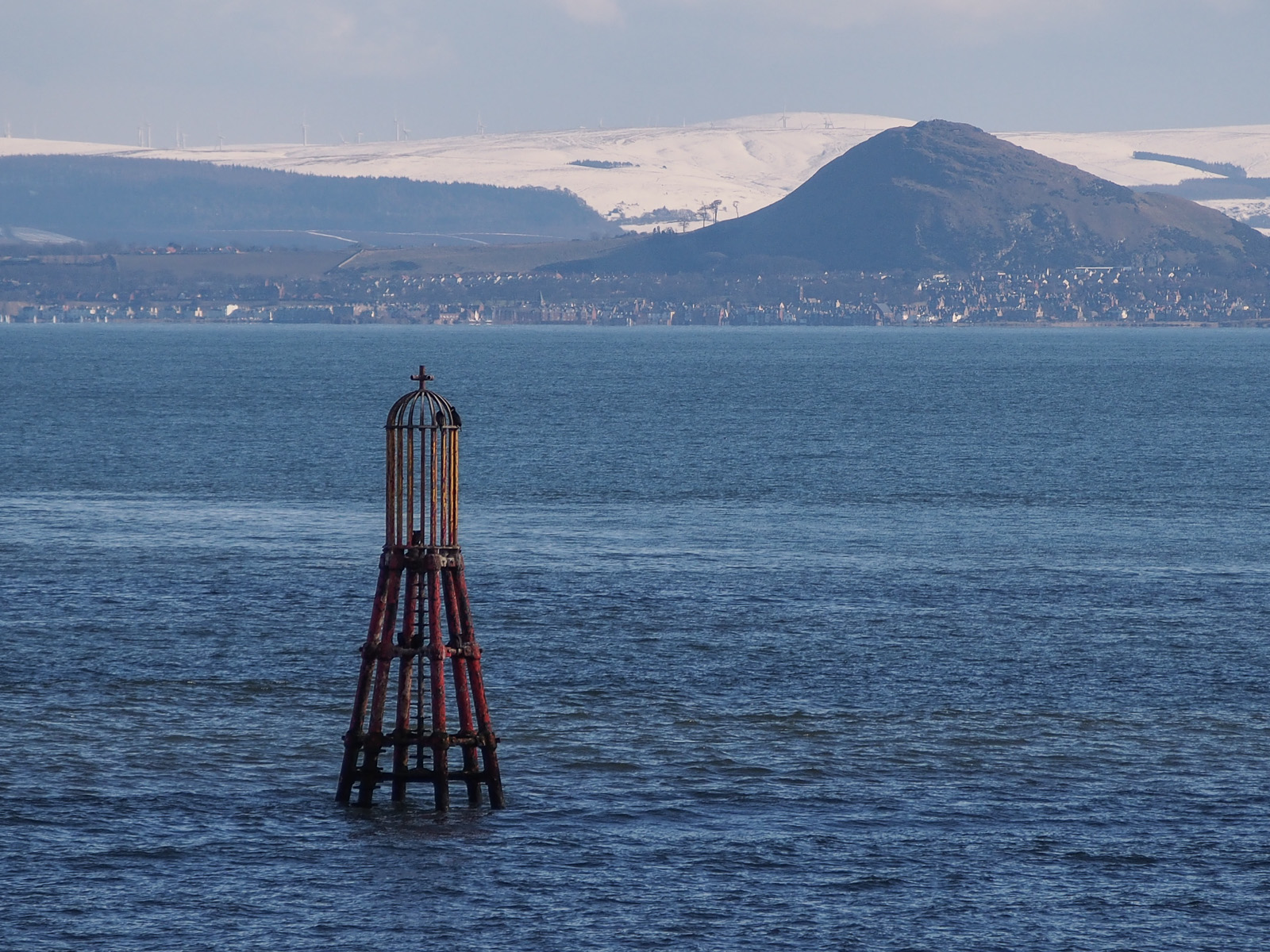
East Vows Rettungsbake (Largo Bay, Schottland)

Eine von Alan Stevenson 1847 als Metallgitterkorb konstruierte Rettungsbake für Schiffbrüchige steht noch heute auf den East-Vows-Felsen in der Largo Bay (Schottland).

## Historische Rettungsbaken

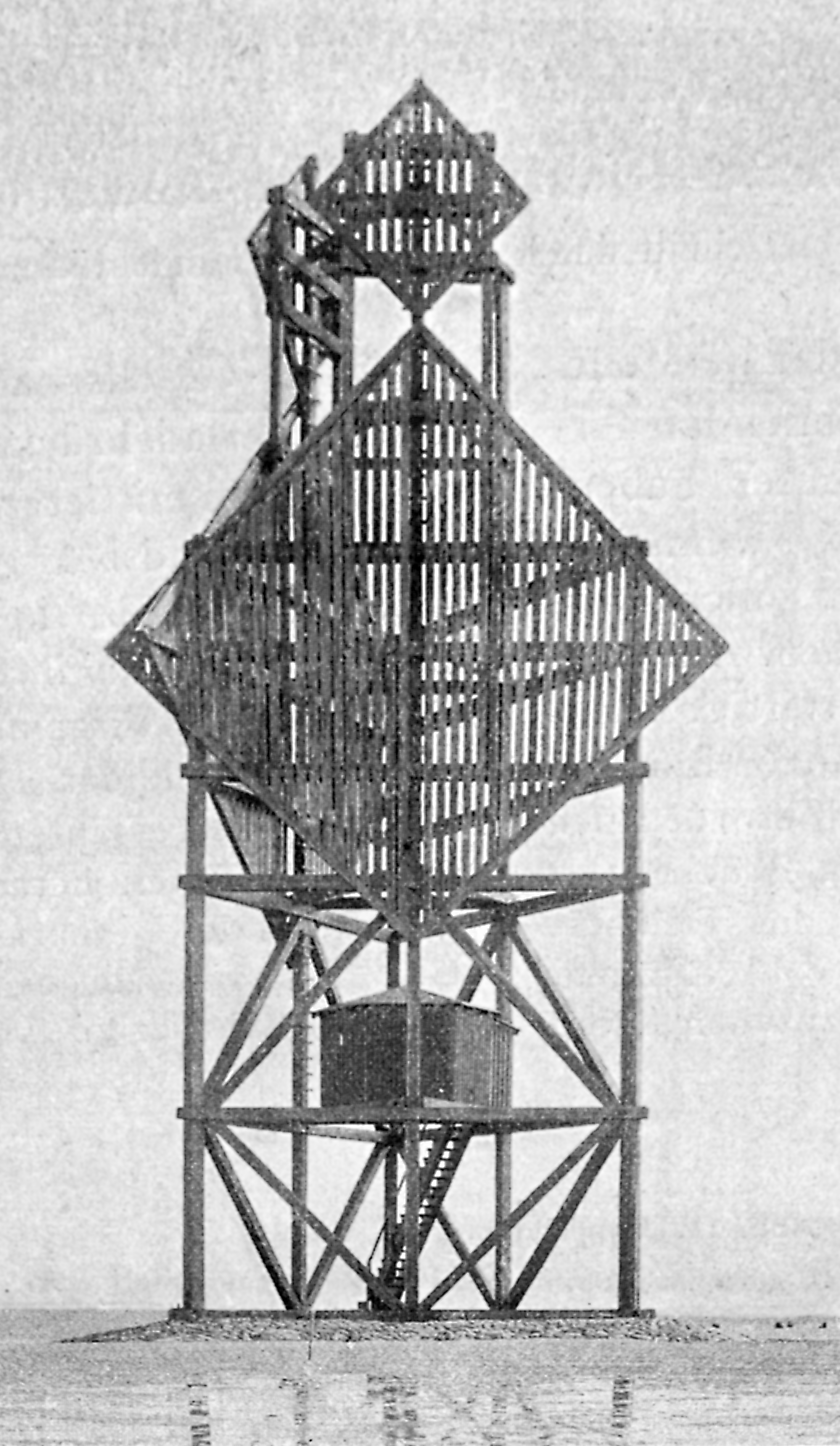
Scharhörnbake südlich der Außenelbe vor Neuwerk (1898)

Von 1840 bis 1965 war die Scharhörnbake mit einem Schutzraum für Schiffbrüchige ausgerüstet. Sie war 1898 bis zum 23. Dezember 1914 mit 29,10 Meter auch die höchste Bake der Nordseeküste. Weitere Baken mit Rettungsräumen an der heutigen deutschen Küste waren:
- Seesand-Bake (1840–1897)[8]
- Minsener-Olde Oog-Bake (1867–1954)[9]
- Buschsand-Bake (1859–1996)[10]
- Blauort-Bake (vor 1886–1921)[11]